# 楊行中
楊行中（1489年—1572年），字惟慎，號潞橋，順天府通州人，明朝政治人物。

## 生平
治《書經》，正德十一年（1516年）順天府鄉試第二十八名舉人，嘉靖二年（1523年）癸未科會試第二百四十一名，第三甲第二百三十七名進士。初授浙江山阴县知县，嘉靖九年任满，赴北京吏部谒选，十年三月选授試御史，数月后實授陕西道御史，十一年奉命监决重囚，又巡按辽东，十四年三月巡抚吕经激起辽阳兵变，兵部议论发兵围剿，杨行中请示贴榜于城中，令作乱者自相捉補以赎罪。十八年明世宗巡幸承天府，行中因进谏惹怒世宗，被令廷杖，以風變得以幸免。十八年六月升任太仆寺少卿，二十年九月升大理寺右少卿，二十二年二月升南京都察院右佥都御史、提督操江，二十三年十一月升都察院右佥都御史，二十四年继母去世丁忧，二十七年二月起复原职，协管院事，升左副都御史，二十八年三月升工部左侍郎。三十年二月父喪丁忧。
嘉靖三十二年五月起复户部左侍郎、总督仓场督理西苑农事，三十三年三月升南京工部尚书，三十四年六月改任南京吏部尚书，三十五年三月被大学士李本弹劾，被令致仕。

## 家族
曾祖杨秀。祖父杨礼。父杨勝（1458年-1551年），字用昔。母陸氏，贈恭人；继母馬氏。具庆下。弟行直、時澤、行謹、時雍、行恭、時泰、行恕、時宜、行簡、行敬、行仁。